# Bryaxis bulbifer
Bryaxis bulbifer är en skalbaggsart som först beskrevs av Reichenbach 1816.  Bryaxis bulbifer ingår i släktet Bryaxis, och familjen kortvingar. Arten är reproducerande i Sverige.